# American V: A Hundred Highways
American V: A Hundred Highways es un álbum póstumo del cantante country Johnny Cash lanzado el 4 de julio de 2006. Como el título implica este es el quinto álbum de la serie American. Como sus predecesores, American V: A Hundred Highways es producido por Rick Rubin y lanzado por su sello disquero American Recordings bajo su subdivisión Lost Highway Records. Como el disco sigue en circulación fue clasificado como disco de oro por la RIAA por haber mandado más de 500 000 unidades.
El álbum vendió 88 000 en su primera semana y hasta ahora lleva alrededor de 337 000 copias en los Estados Unidos.

## Canciones
1. Help Me – 2:51
(Larry Gatlin)
2. God's Gonna Cut You Down – 2:38
(Tradicional)
3. Like the 309 – 4:35
(Cash)
4. If You Could Read My Mind – 4:30
(Gordon Lightfoot)
5. Further On Up the Road – 3:25
(Bruce Springsteen)
6. On the Evening Train – 4:17
(Hank Williams)
7. I Came to Believe – 3:44
(Cash)
8. Love's Been Good to Me – 3:18
(Rod McKuen)
9. A Legend in My Time – 2:37
(Don Gibson)
10. Rose of My Heart – 3:18
(Hugh Moffatt)
11. Four Strong Winds – 4:34
(Ian Tyson)
12. I'm Free from the Chain Gang Now – 3:00
(Lou Herscher y Saul Klein)

## Información de las canciones
Rubin dijo que se habían grabado 50 canciones aproximadamente para esta sesión antes de su fallecimiento el 12 de septiembre de 2003. Sin embargo Rubin dijo que solo se marecia hacer 2 álbumes uno de ellos era este y el que falta debería ser lanzado el año 2007 y sería titulado American VI.

Al igual que los otros álbumes de la serie, este incluye covers, canciones originales y regrabaciones de canciones anteriormente lanzadas. Las canciones originales de este álbum son "I Came to Believe" y "Like the 309", esta última fue la última canción que Cash escribió antes de su muerte.

El álbum tiene el nombre por la letra de la canción "Love's Been Good to Me."

## Personal

### Músicos
- Laura Cash
- Dennis Crouch
- Smokey Hormel – Guitarra
- Pat McLaughlin – Guitarra
- Larry Perkins
- Jonny Polonsky – Guitarra
- Randy Scruggs – Guitarra
- Marty Stuart
- Benmont Tench – Órgano, Piano y Clave
- Pete Wade
- Mac Wiseman

### Personal adicional
- Martyn Atkins – Fotografía
- Christine Cano – Dirección de Arte y diseño
- John Carter Cash – Productor ejecutivo
- Lindsay Chase – Coordinación de Producción
- Greg Fidelman – mezclas
- Paul Figueroa – Asistente de Mezclas
- Dan Leffler – Asistente de Masclas
- Vlado Meller – Masterización
- Rick Rubin – Productor y Notas
- Mark Santangelo – asistente de Masterización
- Jimmy Tittle – Asistente del Técnico

## Posición en listas
Incluso muerto, Johnny Cash llega a la cima de los Billboard 200 con este álbum. Es el primer número uno que obtiene por un álbum desde At San Quentin con 88,000 copias vendidas en Estados Unidos.
Álbum - Billboard (América del Norte)
| Tabla                 | Posición |
| --------------------- | -------- |
| Billboard 200         | 1        |
| Country Albums        | 1        |
| Canadian Albums Chart | 4        |
| Internet Albums       | 1        |

## Videos
1. God's Gonna Cut You Down

## Miscaleneo
1. La canción "Like the 309" fue la última escrita por Cash.
2. La primera dama estadounidense Laura Bush le regaló este álbum a su esposo el presidente George W Bush para su cumpleaños 60 un par de días después del lanzamiento del álbum.
3. Para el video de la canción God's Gonna Cut You Down incluye a celebridades como Iggy Pop, Travis Barker, Johnny Depp, Owen Wilson, Mick Jones del grupo The Clash, Adam Levine, Kanye West, Tommy Lee, Flea, Anthony Kiedis, Chris Rock, Justin Timberlake, Sheryl Crow, Jay Z, Kate Moss, Patti Smith, Amy Lee, Scott Weiland, Woody Harrelson, Keith Richards, Lisa Marie Presley, Kris Kristofferson, Bono de la banda U2, Chris Martin, las integrantes del grupo Dixie Chicks, Natalie Maines, Martie Maguire y Emily Robison y videos sobre el mismo Johnny Cash.